# 1974–1975-ös kupagyőztesek Európa-kupája
Az 1974-75-ös idényben, a bázeli döntőben a Gyinamo Kijev nyerte a Kupagyőztesek Európa-kupáját a Ferencvárossal szemben.

## Első forduló
| 1. csapat           | Össz.                 | 2. csapat            | 1. mérk. | 2. mérk.   |
| ------------------- | --------------------- | -------------------- | -------- | ---------- |
| Dundee United       | 3–2                   | SC Jiul Petroşani    | 3–0      | 0–2        |
| Bursaspor           | 4–2                   | Finn Harps FC        | 4–2      | 0–0        |
| Eintracht Frankfurt | 5–2                   | AS Monaco            | 3–0      | 2–2        |
| Gyinamo Kijev       | 2–0                   | CSZKA Szófia         | 1–0      | 1–0        |
| Gwardia Warszawa    | 3–3 (11-esekkel: 5–3) | Bologna FC           | 2–1      | 1–2        |
| PSV Eindhoven       | 14–1                  | Ards FC              | 10–0     | 4–1        |
| Slavia Praha        | 1–1 (11-esekkel: 2–3) | FC Carl Zeiss Jena   | 1–0      | 0–1        |
| SL Benfica          | 8–1                   | Vanløse IF           | 4–0      | 4–1        |
| Malmö FF            | 1–1 (11-esekkel: 5–4) | FC Sion              | 1–0      | 0–1        |
| Sliema Wanderers    | 3–4                   | Lahden Reipas        | 2–0      | 1–4        |
| Liverpool FC        | 12–0                  | Strømsgodset IF      | 11–0     | 1–0        |
| Ferencvárosi TC     | 6–1                   | Cardiff City FC      | 2–0      | 4–1        |
| Fram                | 0–8                   | Real Madrid          | 0–2      | 0–6        |
| Waregem             | 3–5                   | Austria Wien         | 2–1      | 1–4        |
| FC Avenir Beggen    | játék nélkül          | Paralimni Famaguszta | –        | –          |
| PAOK Szaloniki      | 1–2                   | Crvena Zvezda        | 1–0      | 0–2 (h.u.) |

A Paralimni Famaguszta visszalépett a ciprusi politikai helyzet miatt.

## Második forduló
| 1. csapat           | Össz.     | 2. csapat       | 1. mérk. | 2. mérk. |
| ------------------- | --------- | --------------- | -------- | -------- |
| Dundee United       | 0–1       | Bursaspor       | 0–0      | 0–1      |
| Eintracht Frankfurt | 3–5       | Gyinamo Kijev   | 2–3      | 1–2      |
| Gwardia Warszawa    | 1–8       | PSV Eindhoven   | 1–5      | 0–3      |
| FC Carl Zeiss Jena  | 1–1 (ig.) | SL Benfica      | 1–1      | 0–0      |
| Malmö FF            | 3–1       | Lahden Reipas   | 3–1      | 0–0      |
| Liverpool FC        | 1–1 (ig.) | Ferencvárosi TC | 1–1      | 0–0      |
| Real Madrid         | 5–2       | Austria Wien    | 3–0      | 2–2      |
| FC Avenir Beggen    | 2–11      | Crvena Zvezda   | 1–6      | 1–5      |

## Negyeddöntők
| 1. csapat     | Össz.                 | 2. csapat       | 1. mérk. | 2. mérk. |
| ------------- | --------------------- | --------------- | -------- | -------- |
| Bursaspor     | 0–3                   | Gyinamo Kijev   | 0–1      | 0–2      |
| PSV Eindhoven | 2–1                   | SL Benfica      | 0–0      | 2–1      |
| Malmö FF      | 2–4                   | Ferencvárosi TC | 1–3      | 1–1      |
| Real Madrid   | 2–2 (11-esekkel: 5–6) | Crvena Zvezda   | 2–0      | 0–2      |

## Elődöntők
| 1. csapat       | Össz. | 2. csapat     | 1. mérk. | 2. mérk. |
| --------------- | ----- | ------------- | -------- | -------- |
| Gyinamo Kijev   | 4–2   | PSV Eindhoven | 3–0      | 1–2      |
| Ferencvárosi TC | 4–3   | Crvena Zvezda | 2–1      | 2–2      |

## Döntő
| 1975. május 14. 20:15 |

| Gyinamo Kijev                 | 3–0   | Ferencvárosi TC |
| ----------------------------- | ----- | --------------- |
| Oniscsenko 18' 39' Blohin 67' | (2–0) |                 |

| St. Jakob-Stadion, Bázel Nézőszám: 10 897 Játékvezető: Robert Davidson (SCO) |

| Az 1974–1975-ös kupagyőztesek Európa-kupája győztese |
| ---------------------------------------------------- |
| Gyinamo Kijev 1. cím                                 |

## A Ferencváros kerete
| #   | Játékos neve       | Posztja     | Mérkőzés | Gól |
| --- | ------------------ | ----------- | -------- | --- |
| 1.  | Géczi István       | kapus       | 9        | –10 |
| 2.  | Martos Győző       | jobbhátvéd  | 6        | 0   |
| 3.  | Eipel Ferenc       | jobbhátvéd  | 1        | 0   |
| 4.  | Viczkó Tamás       | jobbhátvéd  | 1        | 0   |
| 5.  | Bálint László      | középhátvéd | 8        | 0   |
| 6.  | Pataki Miklós dr.  | középhátvéd | 2        | 0   |
| 7.  | Megyesi István     | balhátvéd   | 9        | 1   |
| 8.  | Rab Tibor          | beállós     | 6        | 0   |
| 9.  | Juhász István      | középpályás | 4        | 0   |
| 10. | Nyilasi Tibor      | középpályás | 5        | 2   |
| 11. | Mucha József       | középpályás | 9        | 0   |
| 12. | Onhausz Tibor      | középpályás | 6        | 0   |
| 13. | Takács László      | középpályás | 4        | 1   |
| 14. | Branikovits László | középpályás | 3        | 1   |
| 15. | Ebedli Zoltán      | középpályás | 2        | 0   |
| 16. | Ebedli Ferenc      | középpályás | 1        | 0   |
| 17. | Pusztai László     | jobbszélső  | 7        | 2   |
| 18. | Máté János         | középcsatár | 9        | 4   |
| 19. | Kelemen Gusztáv    | középcsatár | 6        | 0   |
| 20. | Szabó Ferenc       | középcsatár | 6        | 2   |
| 21. | Magyar István      | balszélső   | 7        | 1   |
|     | Dalnoki Jenő       | vezetőedző  |          |     |

A döntőn szereplő játékosok vastag betűvel jelölve.

## A Ferencváros mérkőzései a döntőig

### Első forduló
| 1974. szeptember 18. | Ferencvárosi TC       | 2–0     | Cardiff City FC | Budapest, Üllői út Nézőszám: 25,000 Játékvezető: Bucek |
| 1974. szeptember 18. | Nyilasi 14' Szabó 79' | (1 – 0) |                 | Budapest, Üllői út Nézőszám: 25,000 Játékvezető: Bucek |

| 1974. október 2. | Cardiff City FC | 1–4     | Ferencvárosi TC                           | Cardiff, Ninian Park Nézőszám: 4,088 Játékvezető: Rion |
| 1974. október 2. | Dwyer 80'       | (0 – 0) | 53' Takács 59' Szabó 69' Pusztai 85' Máté | Cardiff, Ninian Park Nézőszám: 4,088 Játékvezető: Rion |

### Második forfuló
| 1974. október 23. | Liverpool FC | 1–1     | Ferencvárosi TC | Liverpool, Anfield Road Nézőszám: 35,027 Játékvezető: Sánchez Ibañez |
| 1974. október 23. | Keegan 37'   | (1 – 0) | 92' Máté        | Liverpool, Anfield Road Nézőszám: 35,027 Játékvezető: Sánchez Ibañez |

| 1974. november 5. | Ferencvárosi TC | 0–0 | Liverpool FC | Budapest, Üllői út Nézőszám: 30,000 Játékvezető: Vigliani |
| 1974. november 5. | (0 – 0)         |     |              | Budapest, Üllői út Nézőszám: 30,000 Játékvezető: Vigliani |

### Negyeddöntő
| 1975. március 5. | Malmö FF    | 1–3     | Ferencvárosi TC                          | Malmö Nézőszám: 6,000 Játékvezető: Marques Lobo |
| 1975. március 5. | Sjöberg 90' | (0 – 1) | 11' Nyilasi 57' Jönsson (öngól) 60' Máté | Malmö Nézőszám: 6,000 Játékvezető: Marques Lobo |

| 1975. március 19. | Ferencvárosi TC | 1–1     | Malmö FF                | Budapest, Üllői út Nézőszám: 27,559 Játékvezető: Ok |
| 1975. március 19. | Máté 49'        | (0 – 1) | 19' Sjöberg 63′ Larsson | Budapest, Üllői út Nézőszám: 27,559 Játékvezető: Ok |

### Elődöntő
| 1975. április 9. | Ferencvárosi TC            | 2–1     | Crvena Zvezda | Budapest, Népstadion Nézőszám: 55,000 Játékvezető: Rainea |
| 1975. április 9. | Branikovits 44' Magyar 77' | (1 – 0) | 56' Szavics   | Budapest, Népstadion Nézőszám: 55,000 Játékvezető: Rainea |

| 1975. április 23. | Crvena zvezda           | 2–2     | Ferencvárosi TC                              | Belgrád, Marakana Nézőszám: 100,000 Játékvezető: Eschweiler |
| 1975. április 23. | Kéri 50' Filipovics 77' | (0 – 1) | 7' Pusztai 70′ Bálint 83' Megyesi (11-esből) | Belgrád, Marakana Nézőszám: 100,000 Játékvezető: Eschweiler |